# 빨강
빨강/빨간/빨간색(영어: red) 또한 적색(赤色) 가시광선을 구성하는 색 중에서 파장이 가장 긴 색이며, 파장의 길이는 약 625~740nm이다.

## 색 공간
- 가산 혼합에서는 초록, 파랑과 함께 빛의 삼원색 중 하나다.
- 감산 혼합에서는 색의 삼원색 중 노랑과 마젠타(Magenta)를 동일한 비율로 혼합했을 때 나타나는 색이다.
- HSV 색 공간에서 빨강은 색상값 H가 0°인 색 가운데 가장 밝고 진한 색이다.

## 보색
일상에서 흔히 쓰이는 의미에서 빨강의 보색은 청록색이다. 이는 CMYK 감산혼합을 기준으로 한 것이다. RGB 가산혼합에서 빨강의 보색은 옥색이다.

## 염료와 안료
빨강의 천연염료는 소목을 이용하여 얻는다. 빨강의 안료로는 적색산화철(Fe2O3), 광명단(Pb3O4), 카드뮴Red (CdS+ CdSe)가 흔히 쓰인다.

## 특징
오직 인간만 볼 수 있는 색이다. 원추세포에는 빨강, 녹색, 파랑 이 3가지 색을 담당하는 원추세포가 존재하는데 빨강을 담당하는 원추세포는 오직 인간의 눈에만 있다. 때문에 예를 들면 개의 눈으로는 빨강과 노랑을 구분하지 못해서 빨강도 노랑으로 보인다.

## 문화

### 천간
병 (丙)과 정 (丁)은 빨강을 상징한다. 병 (丙)은 양(陽)의 천간이므로 육십갑자를 만들 때 빨강을 상징하는 천간에 항상 양(陽)의 지지와 결합하고 정 (丁)은 음(陰)의 천간이므로 육십갑자를 만들 때 빨강을 상징하는 천간에 항상 음(陰)의 지지와 맟춘다.
- 병이 들어간 지지 : 병인, 병자, 병술, 병신, 병오, 병진
- 정이 들어간 지지 : 정묘, 정축, 정해, 정유, 정미, 정사

### 지명
- 대한민국에 주안동과 무주군이 있는데 이들은 모두 '붉을 주'자를 한자 표기에 쓴다.

### 이념
- 사회주의 : 빨간은 공산주의 혹은 사회주의의 상징색이다. 소련이나 중화인민공화국처럼 사회주의 국가들의 국기에는 반드시 빨간색이 들어간다.
- 진보주의 : 노동당, 자유당(캐나다), 구 일본 민주당 등 붉은색은 진보주의를 표방하기도 한다.

### 정치
- 대한민국의 보수정당인 자유한국당과 국민의힘의 상징색은 빨간색이다.
- 미국의 보수정당인 공화당의 상징색은 빨간색이다. 이 때문에 대선 결과 발표 때 지도에 빨간색으로 칠해진 주는 공화당이 승리한 주다.

### 역사
- 중국에 대한 사대주의의 영향으로 노란색 옷을 입을 수 없었던 조선 시대의 임금이 입었던 곤룡포는 빨간색이다.
- 빨간색은 충신을 상징하는 색이다.

### 군대
- 타이에서 군입대 추첨을 시행할 때 빨간색 제비를 뽑으면 군대에 간다.
- 군대에서 교관 또는 조교가 쓰는 모자의 색깔이다.
- 대한민국 해병대는 빨간 명찰로 유명한 고유색이다.

### 기업
- SK그룹, LG그룹, 오리온그룹, 금호아시아나그룹 등이 빨간색을 사용한다. 공기업으로는 한국전력공사와 한국도로공사가 이 색이 사용된다. 영국의 이동통신사 보다폰이 이 색상을 사용한다. 광학 기기로 유명한 캐논의 대표 색이기도 하며, 스포츠 브랜드 나이키와 푸마의 색상 또한 이 색상이다. HSBC의 색상도 이 색상이다.
- 코카콜라의 고유 색상이다.
- 포털 사이트인 네이트의 고유 색상으로 사용된다.

### 교통 수단
- 1974년 8월 15일에서 2000년 4월 30일까지 대한민국 서울 지하철 1호선의 고유색이었다. (현재 수도권 전철 1호선의 고유색은 남색으로 통일되었다.)
- 대한민국 신분당선의 고유색이다.
- 대한민국 대구 도시철도 1호선의 고유색이다.
- 대한민국 서울 경전철 동북선의 고유색으로 쓰일 예정이다.
- 대한민국 한국철도공사에서는 무궁화호의 대표 색이기도 하며, 7500호대 디젤 기관차의 도색이기도 하다.
- 대한민국 버스에서는 주로 광역버스와 급행버스의 대표 색상이다. 채택하는 곳은 서울특별시, 인천광역시, 경기도, 대구광역시, 대전광역시, 광주광역시 등지다.[3]
- 독일 국영 철도 (Die Bahn)의 대표 색상이며, 독일, 스위스, 오스트리아 등 철도의 모든 기관차 도색은 빨간색이므로 일본의 고속 철도인 도카이도 신칸센과 산요 신칸센의 열차 등급인 히카리호이 사용된다.
- 터키항공과 일본항공의 대표 색상이다.
- 엘리베이터 중 짝수층 승강기의 색상이다.
- 소방차의 기본 색상이다.

### 경고
- 빨강은 금지와 경고를 나타내는 표지에 흔히 사용된다. 위험물의 표지, 정지신호, 출입금지, 축구 경기에서의 레드카드 등에 사용된다.

### 미디어
- 성인용(청소년 보호법상, 청소년 유해 매체물로 간주되어 19세 미만은 사용 불가)의 영상 및 음성 매체의 경고 표시에도 사용되고 청소년 유해 매체물로 판정(사전 및 사후 심의)이 된 이후에 행정절차법에 따라 고시의 효력이 발생한 경우 반드시 청소년 유해 매체물의 표시 및 개별 포장을 의무적으로 하도록 규정하고 있다. 게임물에서는 청소년 보호법상 청소년 이용불가에 이 색상이 사용되고 게임물관리위원회에서 사전 심의를 별개로 전담하고 있다.

### 성별
- 빨강은 여성을 의미하는 색상이다. 한 예로 화장실은 여자 화장실을 뜻하는 표시로 빨강색이 사용된다.
- 여자 한복의 치마와 저고리 옷고름에도 빨간색이 사용된다. (가끔 남자 한복의 마고자에도 사용된다.)

### 온도
- 빨강은 따뜻한 느낌이 드는 색상이다. 한 예로 수도꼭지의 색상이 빨간색일 경우 온수만 나오는 수도임을 뜻한다.

### 생물학
- 혈액을 이루는 적혈구는 빨간색인데 이는 적혈구에 포함된 헤모글로빈의 색이 빨간색이기 때문이다.
- 동맥의 색도 빨강이다.

### 사상
빨간은 아주 오래전부터 여러 가지 사상을 대표하는 색이었다.
- 음양: 빨간은 동양에서 태양을 상징하는 색으로 주로 사용되었다.
- 박애: 적십자, 적신월의 빨간은 박애를 상징한다.
- 정열: 흔히 빨간색 꽃은 정열을 상징하는 의미로 사용된다.

### 문학
- 튀르키예의 오르한 파묵은 소설 《내 이름은 빨강》으로 노벨 문학상을 받았다.

### 스포츠

##### 올림픽
- 올림픽기에서 아메리카를 상징한다.

##### 야구
- 메이저 리그 베이스볼 보스턴 레드삭스의 원정 유니폼 상의가 빨간색이다.
- KBO 리그에서는 SSG 랜더스의 원정 유니폼 상의 색상이 빨간색이며, 과거 KIA 타이거즈(2000년부터 2020년까지)의 원정 유니폼 상의 색상 및 SK 와이번스(2006년부터 2014년, 2020년 주말)원정 유니폼 상의 색상이었다.

##### 축구
- 심판이 퇴장을 명령할 때 뒷주머니에서 레드카드를 꺼내 든다.
- 독일 분데스리가의 FC 바이에른 뮌헨, 바이엘 04 레버쿠젠,  잉글랜드 프리미어리그 맨체스터 유나이티드 FC, 아스널 FC, 리버풀 FC, 프랑스 르샹피오나 AS 모나코 FC 등의 유니폼이 이 색상이다.
- 독일 분데스리가의 함부르크 SV는 홈 유니폼에 항상 빨간 바지가 들어간다. 그에 따라서 함부르크는 빨간 바지 (Rothosen) 라는 별명을 얻었다.
- 독일 분데스리가의 VfB 슈투트가르트와 하노버 96은 빨강 (Die Roten)이라는 별명을 가지고 있지만 현재 홈 유니폼 색상은 각각 흰색과 갈색이다.
- 대한민국, 베트남, 캐나다, 오스트리아, 벨기에, 덴마크, 노르웨이, 스페인, 포르투갈, 스위스  축구 국가대표팀은 대표적인 유니폼이 빨간색이다. 현재 중국, 불가리아, 체코 등의 원정 유니폼이 빨간색이다. 한때 독일의 원정 유니폼의 색상이 빨강이었다.
- 경기를 할 때는 레드카드가 필요하다.
- 축구에 유니폼 색에 대한 징크스가 존재하며, 대체로 이 색의 유니폼이 파란색의 유니폼보다 성적이 저조하다.
- 인도네시아는 국기 색에 맞춰 빨간색 유니폼을 입는다. (인도네시아 축구 국가대표팀의 별명이 Merah Putih (므라 뿌띠)인 것도 이 때문이다.)

##### 농구
- 미국 프로 농구 협회 시카고 불스의 원정 유니폼 색상이 빨간색이다.
- 한국 프로 농구 서울 SK 나이츠, 고양 오리온스, 안양 KGC인삼공사 등의 홈 유니폼 색상이 사용된다. 이들 구단은 원정 유니폼으로는 흰색이 사용된다.

##### 펜싱
- 규정을 두 번 위반하는 경우 레드카드가 주어지며, 받은 선수는 상대 선수에게 1점을 내준다.
- 주심을 기준으로 왼쪽에 서 있는 선수는 득점시 빨간 불이 들어온다.

### 재물
- 중화민국 100신 대만 달러, 중화인민공화국 100런민비, 유럽 통합 화폐 10유로, 덴마크 1,000크로네, 노르웨이 100크로네, 스웨덴 1,000크로나, 스위스 20프랑, 영국 50파운드 등의 기조 색상이다.

### 달력
- 몇몇 달력을 제외하면 일요일[4]과 공휴일의 날짜는 달력에서 항상 빨간색으로 표기된다. 이런 점 때문에 일요일과 공휴일은 흔히 ‘빨간날’이라고 읽는다.

### 국기
- 많은 나라의 국기에 빨간색을 사용한다. (월드컵 우승국 중에서는 브라질, 아르헨티나, 우루과이를, 월드컵 우승 경험이 없거나 출전 이력이 전무한 스웨덴, 우크라이나 그리고 2011년 이전의 리비아나 속령인 마카오 등에서만 빼고 국기에 빨간색을 넣었다.)

## 국기

### 아시아

대한민국
일본
중국
조선민주주의인민공화국
대만
몽골
태국
베트남
캄보디아
라오스
미얀마
말레이시아
싱가포르
인도네시아
필리핀
브루나이
동티모르
방글라데시
몰디브
네팔
이라크
이란
시리아
레바논
팔레스타인
요르단
쿠웨이트
아랍에미리트
바레인
예멘
오만
터키
우즈베키스탄
타지키스탄
조지아
아르메니아
아제르바이잔

#### 유럽

영국
프랑스
벨기에
네덜란드
룩셈부르크
스페인
포르투갈
안도라
이탈리아
몰타
모나코
덴마크
노르웨이
아이슬란드
리투아니아
독일
스위스
오스트리아
리히텐슈타인
폴란드
체코
슬로바키아
헝가리
세르비아
몬테네그로
크로아티아
슬로베니아
북마케도니아
알바니아
루마니아
불가리아
러시아
벨라루스
몰도바

#### 아메리카

미국
캐나다
멕시코
벨리즈
파나마
쿠바
아이티
도미니카 공화국
세인트키츠 네비스
앤티가 바부다
도미니카 연방
그레나다
트리니다드 토바고
칠레
파라과이
볼리비아
페루
콜롬비아
에콰도르
베네수엘라
가이아나
수리남

#### 아프리카

이집트
리비아
수단
남수단
알제리
튀니지
모로코
모리타니
말리
세네갈
감비아
기니
기니비사우
라이베리아
가나
베냉
토고
부르키나파소
카보베르데
중앙아프리카 공화국
차드
카메룬
콩고 공화국
콩고 민주 공화국
적도 기니
상투메 프린시페
케냐
우간다
부룬디
에티오피아
에리트레아
지부티
남아프리카 공화국
나미비아
짐바브웨
앙골라
잠비아
말라위
모잠비크
마다가스카르
코모로
모리셔스
세이셸

#### 오세아니아

오스트레일리아
뉴질랜드
파푸아뉴기니
바누아투
피지
키리바시
통가
사모아
투발루

### 신호등
- 신호등의 색이 빨간색이면 모든 차량은 정지해야 한다. 보행자 신호등도 마찬가지로 빨간색이면 정지해야 한다.

### 아이돌 풍선색
- 동방신기 (펄 레드)
- JYJ (펄 레드)
- 지누션
- 핑클 (펄 레드)
- 노을 (펄 레드)
- 유승준

## 컴퓨터
- 어도비 플래시의 아이콘 색상이며, 어도비 애크로뱃의 대표 색상으로도 쓰인다.

## 빨강 계열의 색상
| 색 이름 | 색상 |
| ------- | ---- |
| 빨강    |      |
| 밤색    |      |
| 크림슨  |      |
| 분홍    |      |
| 마젠타  |      |
| 다홍    |      |
| 카민    |      |
| 토마토  |      |

## 같이 보기
- 빨간 두건
- 적기